# Chatranahalli, Hassan
Chatranahalli là một làng thuộc tehsil Hassan, huyện Hassan, bang Karnataka, Ấn Độ.